# Szlachcińce
Szlachcińce (ukr. Шляхтинці) – wieś na Ukrainie w rejonie tarnopolskim należącym do obwodu tarnopolskiego. Położona nad rzeka Hniezdeczna.
Znajduje tu się przystanek kolejowy Szlachcińce, położony na linii Szepetówka – Tarnopol.

## Historia
Właścicielem wsi był m.in. Ksawery Bratkowski herbu Świnka.
W 1847 roku w Szlachcińcach urodził się Ołeksander Barwinśkyj, ukraiński polityk, pedagog, historyk, działacz społeczny.
W 1921 roku wieś liczyła 766 mieszkańców, w tym 675 Ukraińców i 91 Polaków.
W lutym 1945 roku pod groźbą śmierci ze strony ukraińskich nacjonalistów Polacy opuścili Szlachcińce i uciekli do Tarnopola. Na cmentarzu greckokatolickim w Szlachcińcach znajduje się zbiorowa mogiła i pomnik ofiar zbrodni UPA w pobliskiej Łozowej.

## Świątynie
- cerkiew pw. Świętej Trójcy z 1675 roku, zbudowana z polnych głazów[3].

## Dwór
- piętrowy, murowany dwór wybudowany w XVIII w. istniał do 1939 r.[4]